# Cleome macrorrhiza
Cleome macrorrhiza är en paradisblomsterväxtart som beskrevs av Wright apud Sauv.. Cleome macrorrhiza ingår i släktet paradisblomstersläktet, och familjen paradisblomsterväxter. Inga underarter finns listade i Catalogue of Life.